# Kroppkärrssjön
Kroppkärrssjön är en sjö i Karlstads kommun i Värmland och ingår i Göta älvs huvudavrinningsområde. Sjön har en area på 0,775 kvadratkilometer och ligger 44 meter över havet.

## Delavrinningsområde
Kroppkärrssjön ingår i det delavrinningsområde (658940-137141) som SMHI kallar för Utloppet av Kroppkärrssjön. Medelhöjden är 67 meter över havet och ytan är 9,45 kvadratkilometer. Det finns inga avrinningsområden uppströms utan avrinningsområdet är högsta punkten. Vattendraget som avvattnar avrinningsområdet har biflödesordning 2, vilket innebär att vattnet flödar genom totalt 2 vattendrag innan det når havet efter 239 kilometer. Avrinningsområdet består mestadels av skog (21 procent). Avrinningsområdet har 0,73 kvadratkilometer vattenytor vilket ger det en sjöprocent på 7,8 procent. Bebyggelsen i området täcker en yta av 6,52 kvadratkilometer eller 69 procent av avrinningsområdet.